# 葛思德
葛思德（英語：Bettis Alston Garside，1894年11月22日—1989年8月1日）是美国长老会传教士、作家、中国教会大学联会的高级人物、教育家、慈善家。

## 生平
生于俄克拉何马州斯特灵敦，从奧克拉荷馬大學获得学士学位。第一次世界大战后从美国海军退役，担任斯特灵敦中学校长。1922年获得哥伦比亚大学硕士学位，随后作为美北长老会差会传教士前往中国，开始学习汉语国语至1923年。然后担任齐鲁大学教育学教授至1926年。
1927-1932年，担任中国基督教大学委员会驻纽约的负责人。任上第一年，帮助中国11所教会大学从大革命与北伐战争的洪流影响下摆脱出来复课。
1932年10月，组建中国基督教大学校董联合会，宗旨是捍卫在华教会大学的利益。葛思德担任联合会的执行书记直至1941年太平洋战争爆发。
1935年，获得了欧扎克学院的荣誉人文学博士学位。
1937年抗日战争爆发后，中国基督教大学校董联合会12所学校有11所处于战区。葛思德广泛游说美国公众抵制日货以反战，并推动几所教会大学迁址。领导对教会大学的募捐运动，到1940年中国基督教大学校董联合会有13所成员学校，超过7,700名学生，当年募得$250,000 。

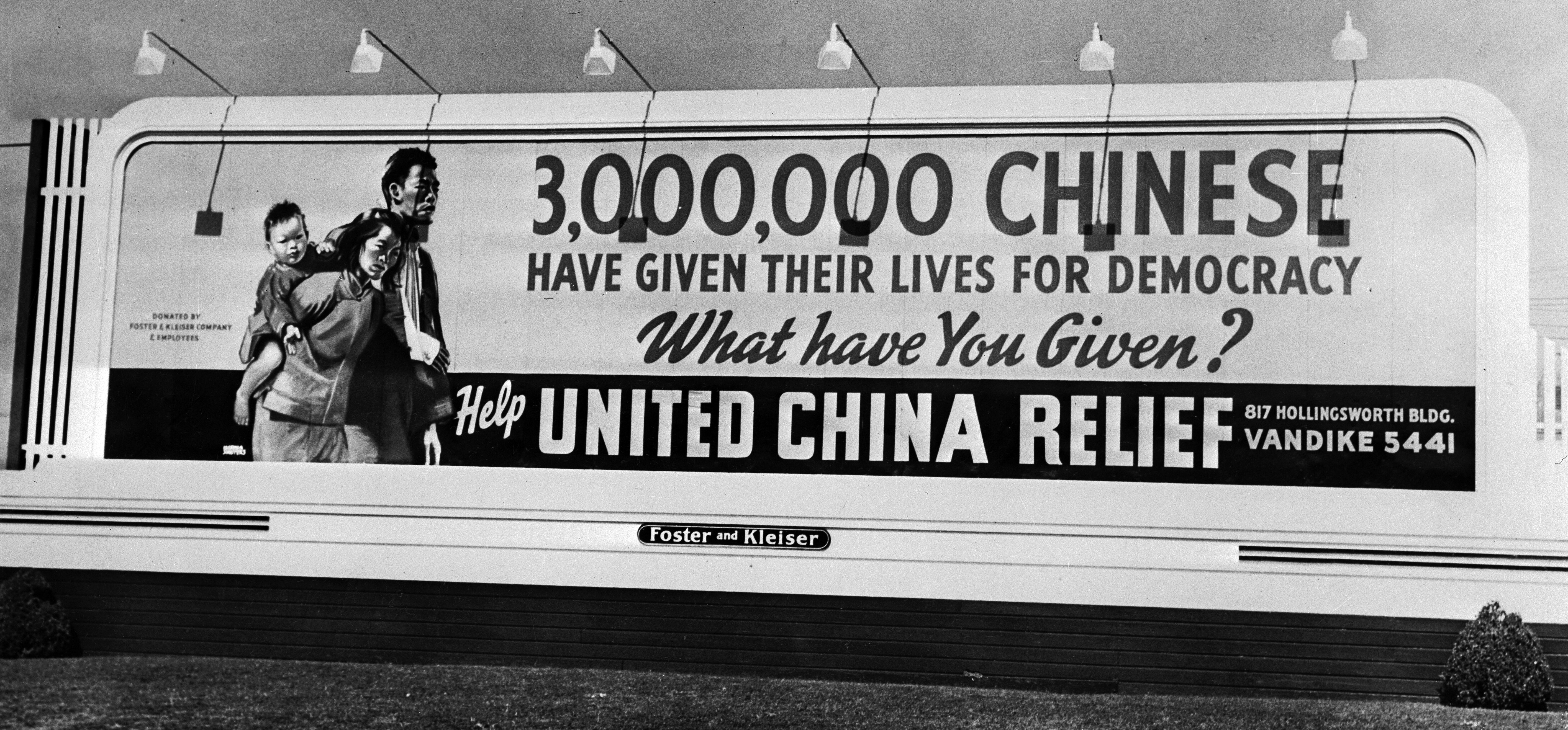
1942年，援华联合会在洛杉矶的宣传。

1941年3月，中国基督教大学校董联合会加入了援华联合会。援华联合会的团体成员还有：
- 美国医药援华会（英语：American Bureau for Medical Aid to China）
- 美国对华急救委员会（英语：China Emergency Relief Committee）
- 中国战灾难童（美国）委员会（英语：American Committee for Chinese War Orphans）
- 教会对华救济会（英语：Church Committee for China Relief）
- 中国工业合作协会美国委员会（英语：American Committee for Chinese Industrial Cooperatives）
- 美国援华会

援华联合会的董事包括赛珍珠、明星外交家小威廉·克里斯蒂·布利特、传媒巨子亨利·鲁斯、加州伯克利大学校长罗伯特·戈登·史普罗、1940年共和党总统竞选人溫德爾·威爾基、洛克菲勒家族嫡长孙约翰·戴维森·洛克菲勒三世、老罗斯福总统嫡长子小西奥多·罗斯福、好莱坞最著名电影人大卫·O·塞尔兹尼克、摩根财团最重要合伙人托马斯·拉蒙特。第一夫人埃莉诺·罗斯福担任名誉主席。董事会选择了葛思德为执行长，为战争难民劝募。
援华联合会及其1946年改组的后身“援华联合服务会”（United Service to China），累计权限了5000万美元。 葛思德在美国援华联合会成立后的3个月内就劝募了50万美元。 From 1941-1967, Garside served in various executive capacities with both organizations.
葛思德强烈支持中国国民党。1953年12月30日共同发起了“反对共产党中国加入联合国的一百万人委员会”(Committeefor One Million Against the admission of Communist China to the United Nations)。1959年，葛思德与洛維爾·傑克森·湯瑪斯组织了“西藏难民美国紧急委员会”（American Emergency Committee for Tibetan Refugees） 葛思德为该组织工作到1970年。1972年2月5日与周以德共同发起成立了支持自由中国委员会(Committee for a Free China)。获得了景星勋章与祥云勋章。

## 著作
1985年出版回忆录：《Within The Four Seas》。

## 个人生活
1921年9与21日，与玛格丽特·卡梅隆（Margaret Cameron）结婚。有一个女儿Jean。1981年妻子去世。